# 美国合众银行
美国合众银行（U.S. Bancorp），商业名全美銀行（U.S. Bank），或直譯為合眾銀行，是一家美国銀行控股公司，总部位于明尼苏达州明尼阿波利斯，并在特拉华州注册成立。它是合众银行全国协会（U.S. Bank National Association）的母公司、美国第五大银行，有三千多家分行，主要分布于美国西部和中西部。
它在财富美国500强中排名第117位，被金融稳定委员会评定为系统重要性金融机构。

## 历史
该银行于1891年在俄勒冈州波特兰成立，当时名为美国波特兰国家银行（United States National Bank of Portland），1902年，它与安斯沃思波特兰国家银行（Ainsworth National Bank of Portland）合并，1964年更名为美国俄勒冈国家银行（United States National Bank of Oregon）。
1969年1月，美国俄勒冈国家银行重组为控股公司，名为美国俄勒冈银行公司（U.S. Bancorp of Oregon）。
1990年代开始以美国合众银行（U.S. Bancorp）为名。1997年被第一银行系统（First Bank System）并购，合并后使用美国合众银行名称。2001年被第一星公司（Firstar Corporation）并购，而第一星本身刚被星银行（Star Banc Corporation）并购，合并后使用美国合众银行名称。
2022年从三菱日聯金融集團手中收购加州联合银行。

## 冠名权和赞助
明尼苏达州明尼阿波利斯的美國合眾銀行體育場